# Seddera capensis
Seddera capensis là một loài thực vật có hoa trong họ Bìm bìm. Loài này được (E. Mey. ex Choisy) Hall. f. miêu tả khoa học đầu tiên.